# Cañón de Délica

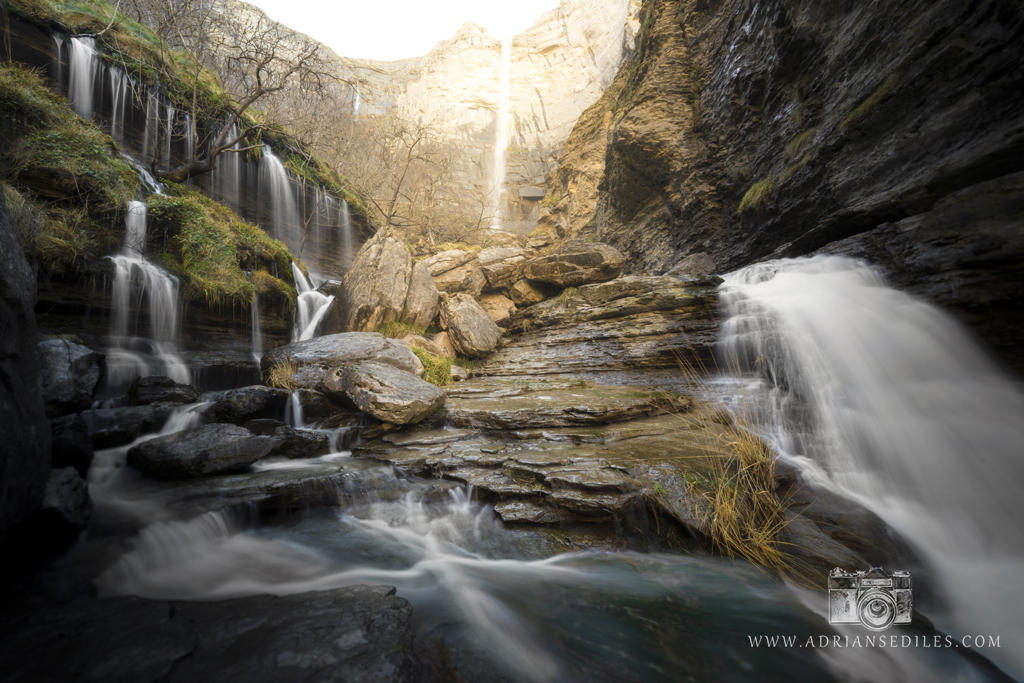
Cañón de Délica a los pies del salto del Río Nervión en Orduña

Este cañón está formado por el río Nervión tras el Salto del Nervión que lleva su mismo nombre en 
el extremo noroccidental de Álava junto al pueblo de Délica, perteneciente al municipio de Amurrio.
Al dominar la zona la roca caliza se producen los típicos fenómenos kársticos, con multitud de filtraciones de agua subterránea, motivo por el cual el Salto del Nervión no suele tener agua en verano, ya que la poca agua que se recoge en la sierra tiene vías subterráneas para llegar al valle de Orduña formando el río Nervión. El resto del año la cantidad de agua recogida sí permite disfrutar de esta impresionante cascada.
Las paredes rocosas del Infierno acogen a una apreciable colonia de aves rapaces, entre las que destaca el buitre leonado. En otro tiempo también existía una importante presencia de lobos en la zona de sierra, aunque la explotación ganadera provocó su caza generalizada hasta su práctica desaparición, testigo de lo cual es la existencia de cuatro loberas en el Monte Santiago, trampa consistente en dos paredes de piedra de dos metros de alto que convergen en un profundo pozo.